# Phare de Great Orme
Le phare de Great Orme, également connu sous le nom de phare de Llandudno, est un ancien phare maritime situé sur les falaises de Great Orme dominant le mer d'Irlande, au nord du Pays de Galles. Il a été désactivé en 1985 et il est devenu une auberge bed and breackfast
Le phare était géré par le Trinity House Lighthouse Service à Londres, l'organisation de l'aide maritime des côtes du Pays de Galles.

## Histoire
Il a été construit en 1862 par le port de Mersey puis sa gestion a été transféré à Trinity House de Londres en 1973. Il servait à la navigation vers l'estuaire de la Mersey. C'est une grande lanterne de 11 m de haut posée au sol contre l'ancienne maison des gardiens, en pierre crénelé de deux étages.
Son optique, avec lentille de Fresnel, ont été enlevés et sont exposés dans les locaux de l'auberge. La lanterne est devenue un salon avec une vue spectaculaire sur la mer. Le site, à 5 km de Llandudno, est accessible en voiture.

### Lien connexe
- Liste des phares du Pays de Galles